# Dardarina
ẁ9
La dardarina —dal basco dardara, che significa "tremore"— è un gene costitutivo localizzato sul cromosoma 12 in posizione q12, codificante la proteina denominata Leucine-rich repeat kinase 2 (LRRK2) che fa parte della famiglia delle armadillo repeat proteins e della ROCO protein family.

## Storia
Nel 2002 fu associato alla malattia di Parkinson (PD) e nel 2004 è stato identificato come il gene responsabile del Parkinson ad ereditarietà dominante (PARK8). Oltre vent'anni dopo su PubChem sono disponibili oltre 3.000 pubblicazioni ed esiste un settore di ricerca molto attivo per il suo studio. Tutte le ricerche fatte finora dimostrano che LRRK2 è un fattore potenzialmente determinante della patofisiologia della malattia di Parkinson.
Esistono diversi studi sulla struttura della proteina LRRK2 e i suoi omologhi batterici, inclusa un'analisi in situ con utilizzo della tomografia crioelettrica (cryo-ET), tuttavia la struttura funzionale e il ruolo dei sette domini che la compongono sono ancora poco noti.

## Struttura
Il gene contiene 51 esoni per una lunghezza di 144 kb che codificano una proteina da 286 kDa con domini multipli che porta lo stesso nome. La proteina LRRK2 presenta 7 domini sequenziali:
1. armadillo repeat motif (ARM)
2. regione di ripetizione dell'ankirina (ANK)
3. regione ricca in leucine (LRR)
4. dominio GTPasico RAS (ROC)
5. regione C-terminale di RAS (COR)
6. regione chincasica (KIN)
7. ripetizioni WD40

In condizioni patogeniche sono stai trovati anche strutture filamentose legate ai microtubuli, ciononostante non si conoscono ancora i dettagli strutturali del dimero contenente i domini ROC-COR e perché lamolecola sia presente principalmente sotto forma di monomeri e dimeri invece che di filamenti.

## Funzione
Studi in vitro dimostrano che LRRK2 induce la fosforilazione di serina e treonina, ma non quella della tirosina. Sembra inoltre essere in grado di sovraregolare la trascrizione del gene SNCA attraverso la specifica attivazione a cascata di molecole di segnalazione extracellulari (ERK).

## Espressione
Il gene trova espressione in molti tessuti come il cervello, il cuore, i reni e i polmoni. La proteina è presente in fluidi corporei come l'urina, il fluido cerebro-spinale e il sangue, nonché in cellule mononucleari periferiche del sangue inclusi i linfociti e i monociti.
Negli esseri umani e nei mammiferi sia l'mRNA che la proteina LRRK2 sono stati trovati ad alti livelli nella corteccia cerebrale, nel corpo striato, nel cervelletto e nell'ippocampo, mentre a livelli inferiori nella substantia nigra e nell'area tegmentale ventrale.
A livello cellulare LRRK2 si trova a livello citoplasmatico associato a svariate membrane intracellulari e strutture vescicolari come zattere lipidiche, endosomi giovani, lisosomi, membrane plasmatiche e vescicole sinaptiche, reticolo endoplasmatico, complesso di Golgi e l'esterno della membrana mitocondriale.

## Reazione
LRRK2 forma strutture quaternarie in vivo e in vitro attraverso oligomerizzazione. Inoltre può dimerizzarsi a livello dei domini ROC-COR e WD40.

## Importanza clinica
Mutazioni del LRRK2 causano la forma idiopatica della malattia di Parkison (1-2% dei casi totali) e il Parkison familiare (5% dei casi totali). In particolare, mutazioni di LRRK2 portano alla morte neuronale e sembra che sia proprio l’attività chinasica della proteina ad essere responsabile della tossicità neuronale. Ricerche preliminari hanno evidenziato che LRRK2 è parte di una complessa via di segnalazione che modula l’attività neuronale agendo sul meccanismo che regola la trasmissione del segnale nervoso.
Vari studi hanno identificato numerose mutazioni patogeniche di LRRK2 con le variazioni in 6 siti specifici responsabili della malattia e del rischio di svilupparla:
- nel dominio ROC-COR:

1. Asn1437
2. Arg1441
3. Tyr1699
4. Ser1761

- nel dominio chinasico:

1. Gly2019
2. Ile2020

### Mutazione LRRK2G2019S
La mutazione LRRK2G2019S è la più comune nNei pazienti affetti da malattia di Parkinson legata alla LRRK2 ed è localizzata a livello della Gly2019Ser. Essa determina un'iperattività del dominio chinasico la quale è stata associata a morte dei neuroni dopaminergici, alterazione della neurotrasmissione dopaminica, difetti nella sintesi e degradazione proteica, risposta infiammatoria e danno ossidativo.
Più nello specifico l'iperattività del dominio chinasico risulta in una fosforilazione eccessiva della MAP-chinasi che eventualmente determina l'attivazione del pathway di morte cellulare nei neuroni.

### Mutazione LRRK2N2081D
Questa mutazione è stata collegata allo sviluppo della malattia di Crohn.